# Rugby a 15 nel 1938

## Attività Internazionale

### Altri test
La Germania, raggiunge il punto più alto della sua storia rugbistica, vincendo con la Francia, probabilmente in calo tecnico dopo anni di assenza dal Cinque nazioni
| L'Aia 20 febbraio 1938 | Paesi Bassi | 8 – 26 | Belgio |  |

| Francoforte sul Meno 27 marzo 1938 | Germania | 3 – 0 | Francia | \| Arbitro: \| Krembs \| |
| Arbitro:                           | Krembs   |       |         |                          |

| Alkmaar luglio 1938 | Paesi Bassi | 3 – 3 | Romania |  |

| Buenos Aires 21 agosto 1938 | Argentina | 33 – 3 | Cile | \| Arbitro: \| John Knox \| |
| Arbitro:                    | John Knox |        |      |                             |

## La Nazionale Italiana
Un solo match con una pesante sconfitto con la Germania
| Stoccarda 6 marzo 1938 | Germania | 10 – 0 | Italia | \| Arbitro: \| Godillot \| |
| Arbitro:               | Godillot |        |        |                            |

## I Barbarians
Nel 1938 la squadra ad inviti dei Barbarians ha disputato i seguenti incontri:
| Bedford 3 marzo 1938 | East Midlands | 7 – 8 | Barbarians |  |

| Penarth 15 aprile 1938 | Penarth RFC | 0 – 8 | Barbarians |  |

| Cardiff 16 aprile 1938 | Cardiff RFC | 8 – 8 | Barbarians | Arms Park |

| Swansea 18 aprile 1938 | Swansea RFC | 14 – 7 | Barbarians | (Saint Helen's) |

| Newport 19 aprile 1938 | Newport RFC | 8 – 0 | Barbarians | (Rodney Parade) |

| Leicester 27 dicembre 1938 | Leicester Tigers | 8 – 6 | Barbarians | (Welford Road) |

## Campionati nazionali
| Argentina            | Camp. di Buenos Aires    | Old Georgians  |
| Nuovo Galles del Sud | Shute Shield             | Randwick       |
| Francia              | Campionato 1937-38       | Perpignan      |
|                      | Challenge Yves du Manoir | Montferrand    |
| Italia               | Campionato 1937-38       | Amatori Milano |
| Sudafrica            | Currie Cup               | non disputata  |
| Romania              | Campionato               | TC Roman       |